# Pseudomitrocereus fulviceps
Pseudomitrocereus fulviceps là một loài thực vật có hoa trong họ Cactaceae. Loài này được (F.A.C. Weber ex K. Schum.) Bravo & Buxb. miêu tả khoa học đầu tiên năm 1961.